# Paectes nubifera
Paectes nubifera är en fjärilsart som beskrevs av George Francis Hampson 1912. Paectes nubifera ingår i släktet Paectes och familjen nattflyn. Inga underarter finns listade i Catalogue of Life.